# Stac Levenish
Stac Levenish o Stac Leibhinis (spesso semplicemente "Levenish/Leibhinis") è un faraglione che fa parte dell'arcipelago scozzese di Saint Kilda. Situato a poco più di due chilometri da Village Bay sull'isola di Hirta, è ciò che rimane del cono di un vulcano estinto che include Dùn, Ruaival e Mullach Sgar.
L'altitudine massima è di 62 metri. La scogliera settentrionale, se osservata provenendo in navigazione da est verso Saint Kilda, ha la particolarità di apparire come il profilo di un volto umano.

## Collegamenti esterni

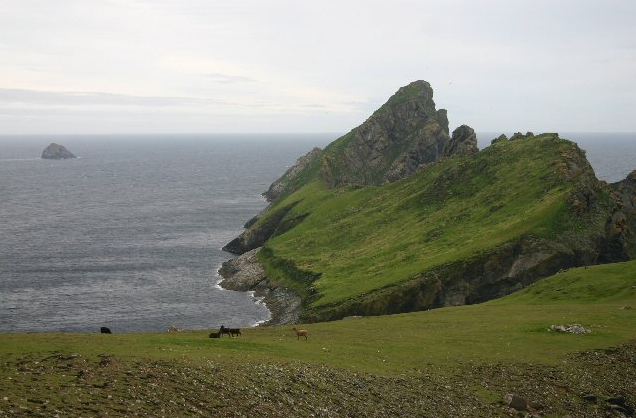
Dùn vista da Ruaival con Stac Levenish sullo sfondo.

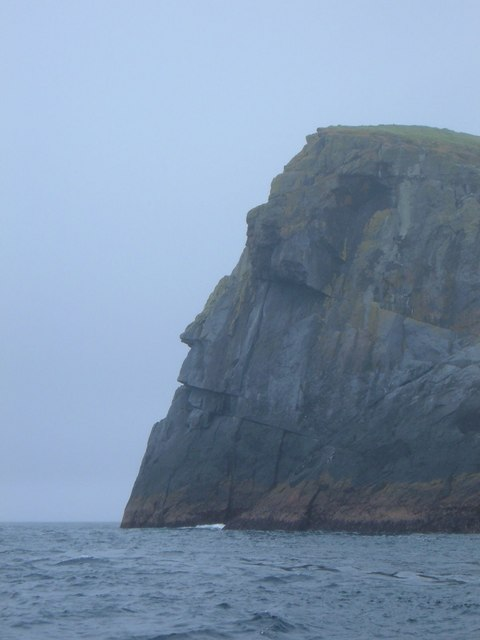
Il profilo della scogliera di Stac Levenish che appare simile a un volto umano.